# Hoa hậu Hoàn vũ 1959
Hoa hậu Hoàn vũ 1959 là cuộc thi Hoa hậu Hoàn vũ lần thứ 8 được tổ chức vào ngày 24 tháng 7 năm 1959 tại Nhà hát Thính phòng Long Beach ở Long Beach, California, Hoa Kỳ. Cuộc thi có sự tham gia của 34 thí sinh với chiến thắng thuộc về người đẹp Akiko Kojima đến từ Nhật Bản. Akiko Kojima được trao vương miện bởi Hoa hậu Hoàn vũ 1958 Luz Marina Zuluaga đến  từ Colombia.

## Kết quả

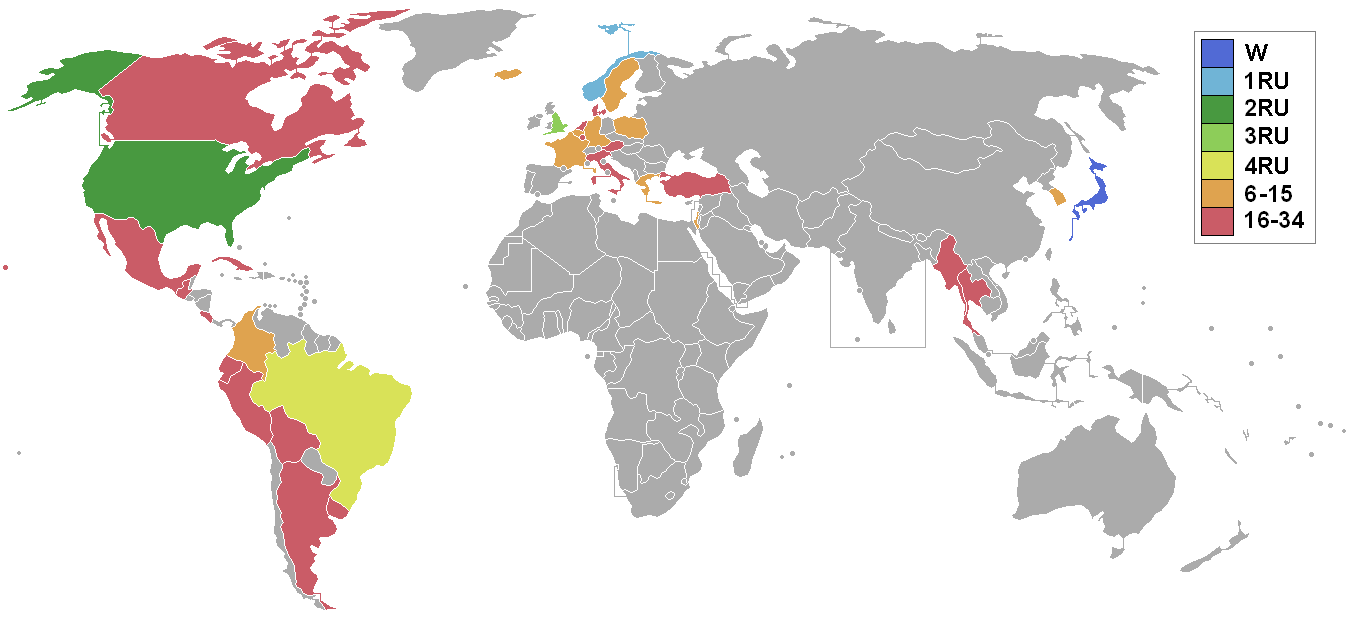
Các nước và vùng lãnh thổ tham gia Hoa hậu Hoàn Vũ 1959 và kết quả.

### Thứ hạng
| Kết quả              | Thí sinh |
| -------------------- | --- |
| Hoa hậu Hoàn vũ 1959 | - Nhật Bản – Akiko Kojima |
| Á hậu 1              | - Na Uy – Jorunn Kristjansen |
| Á hậu 2              | - Hoa Kỳ – Terry Lynn Huntingdon |
| Á hậu 3              | - Anh – Pamela Anne Searle |
| Á hậu 4              | - Brazil – Vera Regina Ribeiro |
| Top 15               | - Bỉ – Hélène Savigny - Colombia – Olga Pumarejo Korkor - Pháp – Françoise Saint-Laurent - Đức – Carmela Künzel - Hy Lạp – Zoitsa Kouroukli - Iceland – Sigríður Þorvaldsdóttir - Israel – Rina Issacov - Hàn Quốc – Oh Hyun-joo - Ba Lan – Zuzanna Cembrowska - Thụy Điển – Marie Louise Ekström |

### Các giải thưởng đặc biệt
| Giải thưởng        | Thí sinh                        |
| ------------------ | ------------------------------- |
| Hoa hậu Thân thiện | - Thái Lan – Sodsai Venitwatana |
| Hoa hậu Ảnh        | - Anh – Pamela Anne Searle      |
| Hoa hậu Diễu hành  | - Hàn Quốc – Oh Hyun-joo        |

## Giám khảo
- Maxwell Arnow -  đạo diễn người Mỹ
- Claude Berr - đạo diễn, nhà văn, nhà sản xuất, diễn viên và nhà phân phối phim người Pháp.
- Ghislaine R. de Amador
- Christine Fox - quan chức quân sự dân sự và chính trị gia người Mỹ
- Palmi Ingvarsson
- James H. Noguer
- Vion Papamichalis - nhà sản xuất phim
- Joseph Ruttemberg - phóng viên ảnh và nhà quay phim người Mỹ gốc Ukraine
- Vincent Trotta
- Paul Wellmann - nhà báo người Mỹ

## Thí sinh tham gia

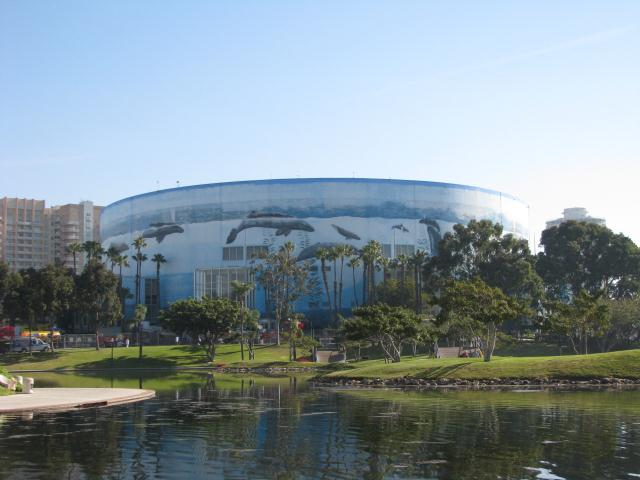
Nhà hát Thính phòng Long Beach, địa điểm chính thức diễn ra cuộc thi Hoa hậu Hoàn vũ 1959.

Cuộc thi có tổng cộng 34 thí sinh tham gia:
| Quốc gia/Lãnh thổ | Thí sinh                     |
| ----------------- | ---------------------------- |
| Argentina         | Liana Cortijo                |
| Áo                | Christine Spatzier           |
| Bỉ                | Hélène Savigny               |
| Bolivia           | Corina Taborga               |
| Brazil            | Vera Regina Ribeiro          |
| Miến Điện         | Than Than Aye                |
| Canada            | Eileen Butter                |
| Colombia          | Olga Pumajero Korkor         |
| Costa Rica        | Zianne Monturiol             |
| Cuba              | Irma Buesa Mas               |
| Đan Mạch          | Lisa Stolberg                |
| Ecuador           | Carlota Elena Ayala          |
| Anh               | Pamela Anne Searle           |
| Pháp              | Françoise Saint-Laurent      |
| Đức               | Carmela Künzel               |
| Hy Lạp            | Zoidsa Kouroukli             |
| Guatemala         | Rogelia Cruz Martínez †      |
| Hawaii            | Patricia Visser              |
| Hà Lan            | Peggy Erwich                 |
| Iceland           | Sigríður Þorvaldsdóttir      |
| Israel            | Rina Issacov                 |
| Ý                 | Maria Grazia Buccella        |
| Nhật Bản          | Akiko Kojima                 |
| Hàn Quốc          | Oh Hyun-joo                  |
| Luxembourg        | Josée Pundel                 |
| Mexico            | Mirna García Dávila          |
| Na Uy             | Jorunn Kristjansen           |
| Peru              | Guadalupe Mariátegui Hawkins |
| Ba Lan            | Zuzanna Cembrzowska          |
| Thụy Điển         | Marie Louise Ekström         |
| Thái Lan          | Sodsai Vanijvadhana          |
| Thổ Nhĩ Kỳ        | Ecel Olcay                   |
| Uruguay           | Claudia Bernat               |
| Hoa Kỳ            | Terry Lynn Huntingdon        |

## Chú ý

### Lần đầu tham gia
- Bolivia
- Miến Điện
- Luxembourg

### Trở lại
- Lần cuối tham gia vào năm 1954:
  -  Thái Lan
- Lần cuối tham gia vào năm 1957:
  -  Áo
  -  Iceland
  -  Thổ Nhĩ Kỳ

### Bỏ cuộc
- Alaska
- Úc
- Guiana (Anh)
- Chile
- Paraguay
- Singapore
- Suriname
- Venezuela
- Tây Ấn

### Không tham gia
- New Zealand – Arlenne Nesgitt
- Philippines – Christine Matias
- Syria – Nawal Ramli đã không tham gia do có thí sinh đến từ Israel.

## Thông tin về cuộc thi
- Nhật Bản lần đầu tiên đăng quang Hoa hậu Hoàn vũ. Phải 48 năm sau đó, Nhật Bản mới đăng quang lần thứ hai với chiến thắng của Riyo Mori tại Hoa hậu Hoàn vũ 2007.
- Đây là năm cuối cùng giải Hoa hậu Diễu hành được trao.